# بيليندا مككلوري
بيليندا مككلوري (بالإنجليزية: Belinda McClory)‏ هي كاتبة سيناريو وممثلة أسترالية، ولدت في 1 نوفمبر 1968 بأديلايد في أستراليا.

## أعمال

### أفلام
- (1999) الماتريكس[4][5][6]

## وصلات خارجية
- بيليندا مككلوري على موقع IMDb (الإنجليزية)
- بيليندا مككلوري على موقع ألو سيني (الفرنسية)
- بيليندا مككلوري على موقع أول موفي (الإنجليزية)
- بيليندا مككلوري على موقع قاعدة بيانات الأفلام السويدية (السويدية)
- بيليندا مككلوري على موقع قاعدة بيانات الفيلم (الإنجليزية)
- بيليندا مككلوري على موقع كينوبويسك (الروسية)